# Uichang-gu
Uichang-gu (koreanska: 의창구)  är ett stadsdistrikt i staden Changwon i provinsen Södra Gyeongsang i Sydkorea, 290 km sydost om huvudstaden Seoul.

## Indelning
Uichang-gu består av fem stadsdelar (dong), en köping (eup) och två socknar (myeon).
- Bongnim-dong
- Buk-myeon
- Daesan-myeon
- Dong-eup
- Myeonggok-dong
- Pallyong-dong
- Uichang-dong
- Yongji-dong